# 호원중학교
호원중학교(虎院中學校)는 대한민국 경기도 의정부시 호원동에 있는 공립 중학교이다. 2000년에 개교 하였다. 가까운 지하철 역으로는 1호선 "회룡역'이 있다.

## 학교 연혁
- 2000년 3월 1일 : 호원중학교 9학급 설립 인가
- 2000년 3월 1일 : 초대 안재환 교장 취임
- 2000년 3월 5일 : 제1회 입학식(386명)
- 2003년 2월 14일 : 제1회 졸업식(360명)
- 2020년 3월 1일 : 제8대 정지영 교장 취임
- 2023년 12월 22일 : 제22회 졸업식 (260명)
- 2024년 3월 4일 : 제25회 입학식 (260명)

## 참고 자료
- 호원중학교 - 한국교육학술정보원 학교알리미